# Trifenylfosfat
Trifenylfosfat är kemisk förening med formeln OP(OC6H5)3.

## Egenskaper
Trifenylfosfat, som är ett färglöst fast ämne, är estern (triester) av fosforsyra och fenol.

## Framställning
Trifenylfosfat framställes genom reaktion av fosforoxiklorid och fenol:
POCl3 + 3 HOC6H5 → OP(OC6H5)3 + 3 HCl

## Användning
Trifenylfosfat används främst som mjukgörare och flamskyddsmedel.